# Сан-Женш
Сан-Женш (порт. São Gens; МФА: [ˈsɐ̃w ʒɐ̃jʃ]) — парафія в Португалії, у муніципалітеті Фафе. Розташована в північно-західній частині країни, на теренах історичної португальської провінції Дору-Міню. Входить до складу округу Брага. За адміністративним поділом, чинним до 1976 року, терени парафії були складовою провінції Міню. Належить до Бразької архідіоцезії Католицької церкви. Патрон — святий Варфоломій. Площа — 14,7972 км². Населення — 1703 ос. (2011). Середньо урбанізований регіон. Густота населення — 115,09 осіб/км²
. Код — 030728.

## Населення
| Кількість мешканців | Кількість мешканців | Кількість мешканців | Кількість мешканців | Кількість мешканців | Кількість мешканців | Кількість мешканців | Кількість мешканців | Кількість мешканців | Кількість мешканців | Кількість мешканців | Кількість мешканців | Кількість мешканців | Кількість мешканців | Кількість мешканців |
| ------------------- | ------------------- | ------------------- | ------------------- | ------------------- | ------------------- | ------------------- | ------------------- | ------------------- | ------------------- | ------------------- | ------------------- | ------------------- | ------------------- | ------------------- |
| 1864                | 1878                | 1890                | 1900                | 1911                | 1920                | 1930                | 1940                | 1950                | 1960                | 1970                | 1981                | 1991                | 2001                | 2011                |
| 1 315               | 1 474               | 1 469               | 1 437               | 1 564               | 1 545               | 1 562               | 1 736               | 1 916               | 1 716               | 2 008               | 2 023               | 1 903               | 1 888               | 1 703               |